# Thelypteris juruensis
Thelypteris juruensis là một loài thực vật có mạch trong họ Thelypteridaceae. Loài này được (C. Chr.) R.M. Tryon & D.S. Conant miêu tả khoa học đầu tiên năm 1975.